# In Extremo

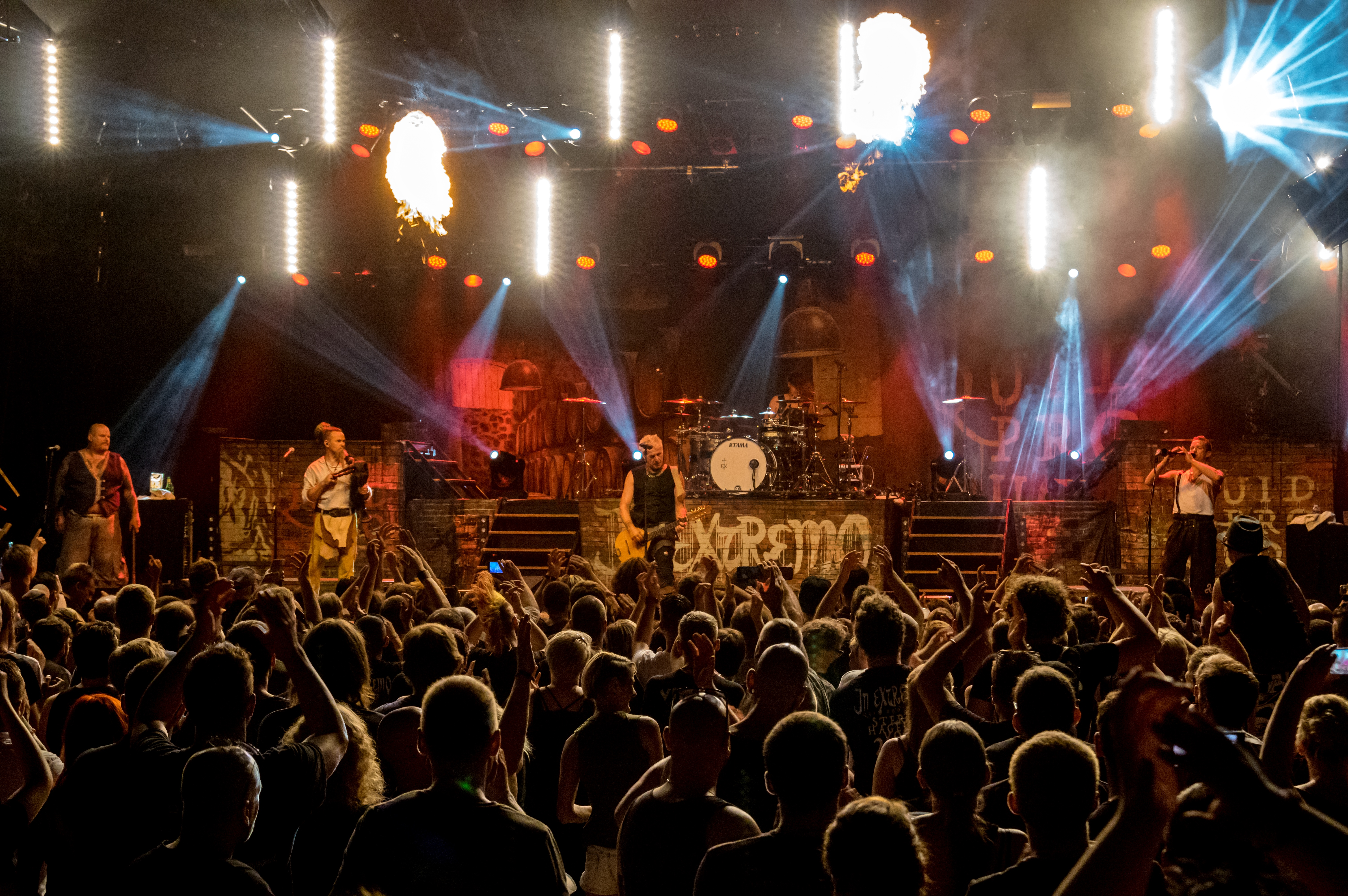
In Extremo, на ZMF 2018 в Фрайбург

In Extremo (Ін екстремо, з лат. «На краю». Абревіатура InEx, або IE) — німецький рок-гурт, утворений 1995 року в Берліні.

## Історія

### 1995–1998: Окремі проєкти
Початок гурту поклали Томас і Міхаель, коли їм в голову прийшла ідея поєднати середньовічну музику і рок. 1994 року вони грали в Noah і запросили музикантів з фолк-колективу Corvus corax для сесійної участі на концерті в берлінському «Franzklub». Експеримент музикантам сподобався і через рік відбувся їхній другий концерт. Тоді ж за участю Міхаеля Райна (спів та арфа), гітариста Томаса Мунда, басиста Кая Люттера, барабанщика / перкусіоніста Райнера Морґенштерна було записано пісню «Ai Vis Lo Lop». Після декількох змін складу до колективу прийшли Марко Ернст-Фелікс Жоржицький (волинка, труби, флейта) і Андре Струґала (волинка та флейта), а також з'явилася латинська назва «In extremo» («на краю») і 1996 року почалися офіційні репетиції. Назву взяли тому, що «самі ми є екстремальними, екстремально ставимося до своєї справи і хочемо принести людям екстремальне задоволення». Із середини 1996 музиканти грали на ринках, бенкетах, у замках і фортецях.
Першим релізом гурту став акустичний альбом «In Extremogold», який спочатку було задумано як жарт. Так само готували до виходу максі-синґл «Der Galgan». Його копії було розіслано різним зацікавленим особам, але без результату. З концертами теж було погано. Якось вокаліст Knorkator Штумпен запросив музикантів у «Franzklub». Після того виступу гурт здобув певне визнання. Концерти In Extremo в цьому клубі було відзначено статтею в «Rock hard». Увагу привертала не лише музика, а й сценічний образ — учасники колективу одягалися в старовинні вбрання і змальовували середньовічних бродячих артистів. Згодом до них приєднався музикант і шоумен Боріс Пфайфер (волинка, труби, флейта).
В давнину бродячі артисти виступали головним чином на міських ринкових площах. «Наша сценічна акробатика також прийшла з ринкових площ, оскільки раніше, аби залучити людей, недостатньо було просто грати музику». Таким чином, кожен з музикантів набирався практики в основному на ринках і вулицях (Міхаель разом з деякими учасниками Corvus Corax працював вуличним музикантом) — інших можливостей для виступів у Східній Німеччині вони не мали.

### 1998–2000: Перші роки як середньовічний рок-гурт
В кінці 1997 року на виступі в Лецпцизі гурт запримітила представниця берлінського лейбла «Veilklang» Доро Петерс, що запропонувала свої послуги як менеджера. Навесні 1998-го під її керівництвом було записано ще один акустичний CD — «Hameln». Він знову розійшовся серед друзів і редакцій журналів, при чому потрапив також до «Rock Hard». Вольф Рюдіґер Мюльманн написав, що та фірма, яка встигне підписати з ними контракт, незабаром потиратиме від радості руки. Всіх випередила «Stars In The Dark» і перший фолк-металевий альбом «Weckt Die Toten!» здобув великий успіх, через що невдовзі гурт перекупив «Megalux/mercury». Під час німецького турне 26 липня 1998 в містечку Руннебурґ поблизу Ерфурта було записано концертний альбом «Die Verruckten Sind In Der Stadt», що вийшов обмеженим накладом. Відразу ж після закінчення туру почався запис нового альбому «Verehrt Und Angespien». Назву альбому Міхаель прокоментував так: «Разом із Чортом (Teufel) із Corvus Corax ми грали на вулицях. Ми співали пісні, грали середньовічну музику і виконували номери з моїми маріонетками. В одному з цих номерів йшлося про двох акторів, що виступали на королівському дворі. Молодший із них закохався в прекрасну принцесу і повинен був за це померти. Ця історія і відбита в назві альбому „Verehrt Und Angespien“. З одного боку актори були бажаними гостями, з іншою — їх переслідували і навіть вбивали».
Особливістю цих альбомів є той факт, що пісні виконано латиною, давньонімецькою, давньоісландською та давньофранцузькою мовами. За словами музикантів, такі тексти якнайкраще пасують середньовічному звучанню їх пісень. Частина текстів належить середньовічним авторам: «Ai Vis Lo Lop» було написано в XIII столітті у Франції, «Hiemali Tempore» відносять до XII століття, а «Two Sostra» — це норвезька пам'ятка культури VIII століття.

### 2000–2006: нове тисячоліття
«Verehrt und Angespien» посів 11-е місце в національних німецьких чартах. Задля промоції альбому влаштували всеєвропейський тур. Окрім того, музиканти взяли участь у різних фестивалях, таких як «Dynamo Open Air», «Roskilde», «Bizarre», «Rock am Ring», «Rock im Park», «Southside», «Hurricane». Наступного року «In Extremo» випустили сингл «Vollmond», знову довгий час гастролювали Європою, а ще Мексикою та США. 2001 року за три місяці було записано і випущено альбом «Sunder Ohne Zugel». За пів року до запису гурт покинув басист Die Luter (Кай Люттер), якого замінив Van Lange (Себастьян Олівер Лянґе).
В кінці квітня 2001 року відбувся спільний виступ із The Inchtabokatables в Берліні. Того ж року музиканти взяли участь в Mind Over Matter festival, Ulm Zeltfestival і Woodstage в Glauchau. «Sunder ohne Zugel» посів 10 місце в німецьких чартах. В кінці 2002 року з'явився живий альбом «Live», що вийшов як в CD, так і в DVD-варіанті. DVD містить відеозапис концертних виступів у Kyffhauser Denkmal і на M'era Luna Festival. Перші 10 тисяч копій DVD містять також додатковий аудіо CD з концертним матеріалом. Тим часом «Sunder ohne Zugel» досяг вже золотого статусу в Німеччині.
Наступний, сьомий студійний альбом вийшов у 2003 році під назвою Sieben . Він досяг 3 місця в чартах альбомів Німеччини, Швейцарії та Австрії. Того ж року група отримала золоту платівку за альбом. Відео на сингли Küss mich і Erdbeermund часто транслювали по телебаченню. Наступний тур був найуспішнішим In Extremo на сьогодні.
У 2005 році вийшов наступний студійний альбом Mein rasend Herz з синглом Nur ihr allein , на який був знятий кліп із реальними японськими туристами. У відео також знялася донька Майкла Роберта Рейна Джаела . Однойменний альбом, як і , досяг 3 місця в чартах альбомів Німеччини, Швейцарії та Австрії. Наступний тур виявився ще більш успішним, а потім вийшов сингл « Горизонт» . Гурт випустив живий CD і DVD з туру під назвою Raue Spree 2005 ; У 2007 році DVD був нагороджений золотою платівкою.
У червні 2005 року In Extremo відіграли годинний сет на фестивалі Vaya-con-Tioz у Лаузіцринґу, який також був прощальним концертом гурту Böhse Onkelz.

### 2006–2007:Kein Blick zurück
На початку 2006 року In Extremo вперше виступили в Росії. У лютому In Extremo з’явився на TV Total , щоб представити свій наступний сингл Liam , пісню з їхнього останнього альбому Mein rasend Herz , і свою участь у пісенному конкурсі Bundesvision з цією піснею, а також концертний DVD Raue Spree . Випущені одночасно DVD і подвійний компакт-диск дуже добре продавалися. Відео для синглу Liam було живим записом з останнього DVD. На пісенному конкурсі Bundesvision Song Contest In Extremo посів третє місце для Тюрінгії . 
Пізніше вони знову вирушили в турне, в тому числі на Wacken Open Air (скорочено W:O:A). Після туру In Extremo вирішили перевипустити перші два студійні альбоми In Extremo – Gold і Hameln під назвами Die Goldene 2006 і Hameln 2006 . Тоді ж вийшов альбом best-of Kein Blick zurück, до якого увійшли пісні, щойно записані In Extremo, а також пісні, обрані фанатами, і дві пісні, які раніше не видавалися. Також було випущено обмежене видання CD. На цьому компакт-диску відомі пісні In Extremo були виконані іншими групами та музикантами.

### 2008–2012:Sængerkrieg,Wahre JahreтаSterneneisen
9 травня 2008 року вийшов новий альбом Sængerkrieg . Сингл Frei zu sein був випущений 25 квітня 2008 року , а його музичне відео є даниною поваги до голлівудської класики «Пролітаючи над гніздом зозулі». З альбомом Sængerkrieg (2008) In Extremo повертається до рок-стилю. Альбом став першим, хто посів перше місце в німецьких чартах, а також отримав золоту платівку в 2010 році. Влітку 2008 року стартував тур під девізом: Ius primae noctis – Право першої ночі, місця проведення якого (включно з Мерзебургом , Кройцбургом, Вассершлосс Клаффенбахом), за словами гурту, були обрані насамперед з огляду на атмосферне середовище та реакцію публіки на попередніх виступах. 31 липня відбулася пряма онлайн-трансляція концерту в Бонні.  Крім того, у 2008 році In Extremo відіграли концерти в Австрії та Росії. 17 жовтня вийшов сингл Neues Glück, а 28 жовтня вийшов акустичний альбом Sængerkrieg Akustik Radio-Show, який був записаний 16 жовтня на концерті Radio Fritz і згодом випущений на компакт-диску. У грудні 2008 року відбувся черговий тур Sængerkrieg, під час якого гурт записав свій виступ у Palladium у Кельні. Супровідний DVD під назвою «Am goldenen Rhein» був випущений 15 травня 2009 року.  Концертний альбом досяг 8 місця, протримався в чартах загалом 12 тижнів і став платиновим у 2012 році.
У лютому 2010 року Der Morgenstern покинув групу через музичні розбіжності. У наступному так званому акустичному турі «Tranquilo» його замінив роуді Адріан Отто. На Rock im Park 2010 In Extremo представили свого нового барабанщика Specki TD (Florian Speckardt), колишнього з Letzte Instanz .
У 2010 році In Extremo грали на 15-річному ювілейному фестивалі в Ерфурті з Grüßaugust, Oomph!, Pothead, Fiddler's Green, Korpiklaani та Ohrenfeindt у якості підтримки. Під час концерту гурт підтримували Джоуї Келлі , член-засновник In Extremo Конні Фукс і Гьотц Алсманн .
25 лютого 2011 року вийшов новий альбом Sterneneisen, який, як і його попередник, посів перше місце в чартах альбомів Німеччини, а також отримав золоту платівку в 2012 році. У квітні гурт вирушив у великий тур Sterneneisen по Німеччині, Австрії та Швейцарії. У листопаді 2011 року In Extremo розпочали великий європейський тур Росією, Україною, Чехією, Словаччиною, Нідерландами, Португалією та Іспанією. У грудні група продовжила свій тур Sterneneisen з другою частиною в німецькомовних країнах.
У 2012 році In Extremo зіграли, серед інших: на фестивалі 70000 Tons of Metal у Карибському басейні, на Hellfest у Франції та як хедлайнер на Metalfest. Вони також дали подальші концерти в Італії, Чехії, Німеччині (включаючи Wacken Open Air ), Польщі, Австрії, Угорщині, Хорватії та Мексиці.

### З 2013:Kunstraub,20 Wahre Jahre,Quid Pro QuoundKompass zur Sonne, Wolkenschieber
19 травня 2013 року на Full Metal Cruise, круїзному фестивалі, організованому Wacken Open Air, In Extremo оголосили на спеціально скликаній прес-конференції, що їхній новий альбом Kunstraub буде випущено у вересні 2013 року, і в той же час відбулося підтвердження туру. 27 вересня 2013 року після пререлізного синглу Feuertaufe вийшов альбом Kunstraub. З кінця жовтня до середини грудня відбувся відповідний однойменний тур Німеччиною, Австрією, Швейцарією, Нідерландами, Францією, Чехією та Люксембургом. 2014 рік відкрився першим великим туром Росією та Україною (шість концертів у Росії, два в Україні), після чого розпочався фестивальний сезон, включаючи Rock am Ring, Rock im Park і Deichbrand Festival, а також 14 інших фестивалів у країні та за кордоном. 24 березня 2014 року гурт скасував два запланованих концерти через російсько-українську війну.
Після завершення зимового туру In Extremo у грудні 2014 року та виступу на Wacken Open Air у 2015 році вони провели фестиваль під назвою 20 Wahre Jahre на сцені під відкритим небом Loreley 4 та 5 вересня 2015 року , щоб відзначити 20-річчя гурту. Серед гостей: Schandmaul, Eisbrecher, Eluveitie, Fiddler's Green, Die Krupps, Dritte Wahl, Russkaja, Omnia та Orphaned Land. Щоб відзначити свій ювілей, 4 вересня 2015 року група випустила бокс-сет 20 True Years 1995–2015, який містив усі студійні альбоми, випущені до того моменту, альбом Die Verrückten sind in der Stadt, раритетний альбом, а також невиданий концертний альбом Tranquilo, пронумеровану картину та 60-сторінкову книгу в твердій палітурці.
24 червня 2016 року вийшов альбом Quid Pro Quo, який посів перше місце в чартах альбомів Німеччини. 2 грудня вийшов концертний альбом Quid Pro Quo live, запис якого проходив у кельнському Palladium. 
У 2017 році гурт виступив на розігріві KISS . 15 вересня 2017 року вийшов альбом best-of 40 True Songs у кількох версіях. 11 та 12 червня 2019 року In Extremo та Майкл Роберт Рейн були гостями на MTV Unplugged гурту Santiano . 
13-й студійний альбом Kompass zur Sonne і тур за підтримки Faun, Fiddler's Green і Lacuna Coil, серед інших, були анонсовані наприкінці 2019 року на весну 2020 року. Перший сингл альбому, Troja, був випущений 30 січня 2020 року, а другий сингл, Wintermärchen, текст якого взято з вірша Отто Ернста , був випущений 28 лютого 2020 року.  Через спалах коронавірусу тур було пізніше перенесено на жовтень-грудень 2020 року. З цієї ж причини дату виходу альбому змінили з березня на травень. Ще два сингли були випущені до виходу альбому: Wer kann segeln ohne Wind feat. Johan Hegg з Amon Amarth , заснований на старій шведській народній пісні, і заголовний трек Kompass zur Sonne. Сам альбом був випущений 8 травня 2020 року і увійшов до німецького чарту альбомів під номером 1.
30 липня 2020 року вони грали онлайн на Wacken World Wide.
17 травня 2021 року гурт оголосив про вихід Бориса «Yellow» Пфайфера.
10 грудня 2021 року гурт випустив свій перший різдвяний сингл «Weihnachtskater».
У вересні 2024 року вийшов альбом Wolkenschieber. До нього входять роботи з Джої та Джиммі Келлі, Бьорном Ботом із Сантіано, Олівером Сатіром із Фавна та Йоахімом Віттом.

## Інструменти
Окрім електрогітари, бас-гітари та ударної установки, In Extremo визначає себе нетрадиційними (для рок-гурту) інструментами переважно середньовічного походження. Серед них шарманка , волинка , сопілка Uilleann , шавм, нікельхарпа , арфа, циттерна , тромба маріна , цимбали з молотком , клангбаум та різні типи барабанів і перкусії. Волинка є найпомітнішим із цих інструментів, оскільки Доктор Паймонте, Жовтий Пфайффер (до 2021 року) і Флекс дер Бігсаме грають на волинці, іноді на всіх трьох одночасно. Усі учасники гурту грають на кількох інструментах і часто змінюють інструменти між піснями; Das letzte Einhorn часто грає на цитері під час певних пісень, наприклад «Ai vis lo lop».

## Учасники
Теперішні
- Міхаель Роберт Райн (Das letzte Einhorn — Останній єдиноріг):
- Себастьян Олівер Лянґе (Van Lange — Довгий):
- Кай Люттер (Die Lutter):
- Андре Струґала (Dr. Pymonte):
- Марко Ернст-Фелікс Жоржицький (Flex der Biegsame):
- Флоріан Шпекардт (Specki T.D.):

Колишні
- Конні Фукс (Die rote Füchsin — Червоний лис; 1995—1996)
- Томас Мунд (Thomas der Münzer — Томас Вигадник; 1995—1999)
- Сен Пустербальґ (1995—1997)
- Райнер Морґенрот (Der Morgenstern; 1995—2010)
- Боріс Пфайффер (Yellow Pfeiffer — Жовтий Пфайффер; 1997–2021, † 2022)

## Дискографія
Альбоми
| Рік  | Назва                                                  | Формат    | Українська назва                               | Інформація |
| ---- | ------------------------------------------------------ | --------- | ---------------------------------------------- | --- |
| 1997 | Die Goldene                                            | Студійний | "Золотий"                                      | Середньовічний акустичний альбом |
| 1998 | Hameln                                                 | Студійний | "Гамельн"                                      | Середньовічний акустичний альбом |
| 1998 | Weckt die Toten!                                       | Студійний | "Розбудіть мертвих!"                           | Дебютний фолкметал |
| 1998 | Die Verrückten sind in der Stadt                       | Наживо    | "Божевільні у місті"                           | Запис наживо 26 липня в Руннебурзі (Німеччина)                                                                                                |
| 1999 | Verehrt und angespien                                  | Студійний | "Обожнювали й плювали"                         | Останній альбом з гітаристом Томасом Мундом                                                                                                   |
| 2001 | Sünder ohne Zügel                                      | Студійний | "Нестримні грішники"                           | Перший альбом з гітаристом Себастьяном Олівером Ланге                                                                                         |
| 2002 | Live 2002                                              | Наживо    |                                                | CD + DVD |
| 2003 | 7                                                      | Студійний |                                                | |
| 2005 | Mein rasend Herz                                       | Студійний | "Моє шалене серце"                             | |
| 2006 | Raue Spree 2005                                        | Наживо    | "Бурхливий розгул"                             | CD + DVD |
| 2006 | Kein Blick Zurück                                      | Найкраще  | "Не обертаючись назад"                         | Також містить дві нові пісні та кілька перезаписів. Обмежене видання містило також бонусний диск з каверами на пісні In Extremo інших гуртів. |
| 2008 | Sängerkrieg                                            | Студійний | "Війна співаків"                               | |
| 2008 | Sängerkrieg Akustik Radio Show                         | Наживо    | "Акустичне радіошоу Війна співаків"            | |
| 2009 | Am Goldenen Rhein                                      | Наживо    | "На золотому Рейні"                            | CD + DVD. Останній альбом з барабанщиком Райнером Морґенрот.                                                                                  |
| 2011 | Sterneneisen                                           | Студійний | "Зоряне залізо"                                | Перший альбом з барабанщиком Флоріаном Спеккардтом.                                                                                           |
| 2012 | Sterneneisen Live – Laut sind wir und nicht die Leisen | Наживо    | "Зоряне залізо наживо – Ми голосні, а не тихі" | Наживо в Зіґені (21 квітня 2011). На DVD було представлено як це шоу, так і шоу Rock am Ring (5 червня 2011 року).                            |
| 2013 | Kunstraub                                              | Студійний | "Крадій мистецтва"                             | |
| 2015 | 20 wahre Jahre                                         | Бокс-сет  | "20 справжніх років"                           | Містить матеріали гурту з 1997 по 2015 рік |
| 2016 | Quid Pro Quo                                           | Студійний | "Щось за щось"                                 | |
| 2017 | 40 wahre Lieder – The Best Of                          | Найкраще  | "40 справжніх пісень – Найкраще"               | 2 CD (плюс 3 DVD в спеціальному виданні) |
| 2020 | Kompass zur Sonne                                      | Студійний | "Компас до Сонця"                              | |
| 2024 | Wolkenschieber                                         | Студійний | "Хмарний штовхач"                              | |

Синґли
- 1996 — Ai vis lo lop
- 1997 — In Extremo (Der Galgen)
- 1998 — Ai Vis Lo Lop Vocal-Remix
- 1999 — This Corrosion
- 1999 — Merseburger Zaubersprüche
- 2000 — Vollmond
- 2001 — Unter dem Meer
- 2001 — Wind
- 2003 — Küss Mich
- 2003 — Erdbeermund
- 2005 — Nur Ihr Allein
- 2005 — Horizont
- 2006 — Liam
- 2008 — Frei zu Sein
- 2008 — Neues Glück
- 2011 — Zigeunerskat
- 2011 — Siehst du das Licht
- 2011 — Viva la Vida
- 2013 — Feuertaufe
- 2015 — Loreley
- 2016 — Sternhagelvoll
- 2020 — Troja
- 2020 — Wintermärchen
- 2020 — Ewig sein
- 2020 — Schenk nochmal ein
- 2021 — Weihnachtskater
- 2023 — Weckt die Toten
- 2024 — Wolkenschieber
- 2024 — Ólafur
- 2024 — Feine Seele (feat. Oliver Satyr / Faun)

Кліпи
- This Corrosion (1999, реж. Штефан Фолльмер)
- Vollmond (2000, реж. Гайнер Тімм)
- Wind (2001, реж. Гайнер Тімм)
- Küss mich (2003, реж. Уве Фляде)
- Erdbeermund (2003, реж. Уве Фляде)
- Nur Ihr Allein (2005, реж. Єрн Гайтманн)
- Horizont (2005 or 2006, реж. Давід Інкорвая)
- Liam, офіційне відео наживо (2006, реж. Uwe Flade)
- Frei Zu Sein (2008, реж. Sharon Berkal)
- Zigeunerskat (2011, реж. Маркус Гервінат)
- Siehst du das Licht (2011, реж. Томас Янце)
- Viva la vida (2011, реж. Томас Янце)
- Feuertaufe (2013, реж. Емма Дорн)
- Loreley (2015, реж. Басті Гансен)
- Sternhagelvoll (2016, реж. Уве Фладе)
- Störtebeker (2016, реж. Уве Фладе)
- Lieb Vaterland, magst ruhig sein (2016, реж. Уве Фладе)
- Troja (2020, реж. Йорн Гайтманн)
- Kompass zur Sonne (2020, реж. Олівер Зоммер)
- Schenk nochmal ein (2020, реж. Олівер Зоммер)
- Wintermärchen (2020, реж. Інго Шпьорль)
- Weckt die Toten (2023, реж. Маркус Гервінат)
- Wolkenschieber (2024, реж. Голгер Фіхтнер)
- Feine Seele (2024, реж. Голгер Фіхтнер)

Відеоігри
- 2001 — відеогра Gothic. З'являються персонажі, схожі на учасників гурту, що співають одну з їхніх пісень «Herr Mannelig» у главі 2, в «Old Castle»